# Црква Светог Димитрија у Јаначком Пољу
Црква Светог Димитрија у Јаначком Пољу, у општини Нови Пазар, подигнута је у 17. веку и има статус споменика културе од великог значаја. Налази се усред некрополе са надгробницима клесаним у дугом распону од почетка 14. до краја 17. века, у селу Јанчи, на левој обали реке Људске. Зидана тако да делом као грађевински материјал користи и старе надгробне плоче.

## Изглед
Црква је једнобродна, са споља и изнутра петостраном апсидом у ширини брода, али са особеностима у основи: наос је од припрате одвојен танким преградним зидом изграђеним само до висине почетка свода, чији је пандан зидана иконостасна преграда пред олтаром; простор наоса наткривен је полуобличастим сводом, док су над припратом и олтаром полукалоте. Једини улаз у цркву је са запада, наглашен каменим степеништем. Осим прозорских отвора на подужним зидовима и апсиди, црква светлост добија и преко отвора на своду. Седласти лук, који своје порекло дугује исламској уметности, примењен је при обликовању ниша. Иако само делом сачувано, фреско сликарство показује стандардни програм и иконографска решења. Таленат сликара испољава се како успешним прилагођавањем површинама расположивим за сликање тако и кроз употребу светлих боја, готово лазурних прелаза и сигурним цртежом.
Током 1968–1969. године изведени су опсежни радови на санацији од влаге као и конзерваторске интервенције на архитектури.